# Эспанья (линкор)
«Эспанья» (исп. España) — головной линкор одноимённой серии флота Испании.

## История корабля
Заложен 5 февраля 1909 года, спущен 5 декабря 1912 года, вошёл в состав флота 23 октября 1913 года. Вместе с другими испанскими кораблями в октябре 1913 года представлял флот страны в Картахене во время визита в Испанию президента Франции.
В 1920 году на борту линкора в Чили была отправлена дипломатическая миссия и «Эспанья» стала первым испанским боевым кораблем, прошедшим Панамским каналом. В 1921 году линкор был переведён в Северную Африку для участия в Рифской войне и использовался для артиллерийской поддержки испанских войск. Во время одной из таких операций 26 августа 1923 года «Эспанья» в тумане сел на камни, приняв 12 500 т воды. С корабля была снята артиллерия и всё оборудование, а с приходом осенних штормов корпус разломился пополам.